# Боденвер
Боденвер (њем. Bodenwöhr) општина је у њемачкој савезној држави Баварска. Једно је од 33 општинска средишта округа Швандорф. Према процјени из 2010. у општини је живјело 4.061 становника. Посједује регионалну шифру (AGS) 9376116.

## Географски и демографски подаци
Боденвер се налази у савезној држави Баварска у округу Швандорф. Општина се налази на надморској висини од 374 метра. Површина општине износи 54,3 km².

## Становништво
У самом мјесту је, према процјени из 2010. године, живјело 4.061 становника. Просјечна густина становништва износи 75 становника/km².